# Burg Volmarstein
Die Burg Volmarstein ist die Ruine einer Höhenburg im Stadtteil Volmarstein der Stadt Wetter (Ruhr) im Ennepe-Ruhr-Kreis in Nordrhein-Westfalen. Sie liegt im Landschaftsschutzgebiet In der Bach/Am Vorberg und ist als Baudenkmal Nr. 51 in der Denkmalliste von Wetter eingetragen.

## Geschichte

### Ursprünge
Sie wurde im Jahre 1100 vom Kölner Erzbischof Friedrich I. von Schwarzenburg errichtet, der damit seine Machtansprüche in Westfalen untermauern wollte, und an die Edelherren von Volmestein (Volmudestede) als Lehen übertragen.
Die Burg schützte die „Erzbischöfliche Schutzgeleitstraße“ von Ennepetal nach Soest. Sie liegt auf einem Bergrücken oberhalb der Ruhr. Bis in das 14. Jahrhundert ist die Burg der Verwaltungsmittelpunkt für die Herrschaft Volmarstein, zu der auch Hagen gehört. 1134 wird mit Heinrich I. erstmals ein Vertreter der „Herren von Volmestein“ urkundlich erwähnt. Sie waren Ministeriale der Kölner Erzbischöfe.
Um die kurkölnische Burg Volmarstein entstand zunächst eine bäuerliche Siedlung, die schon ab 1307 mit dem Begriff „Stadt“ gekennzeichnet wurde.

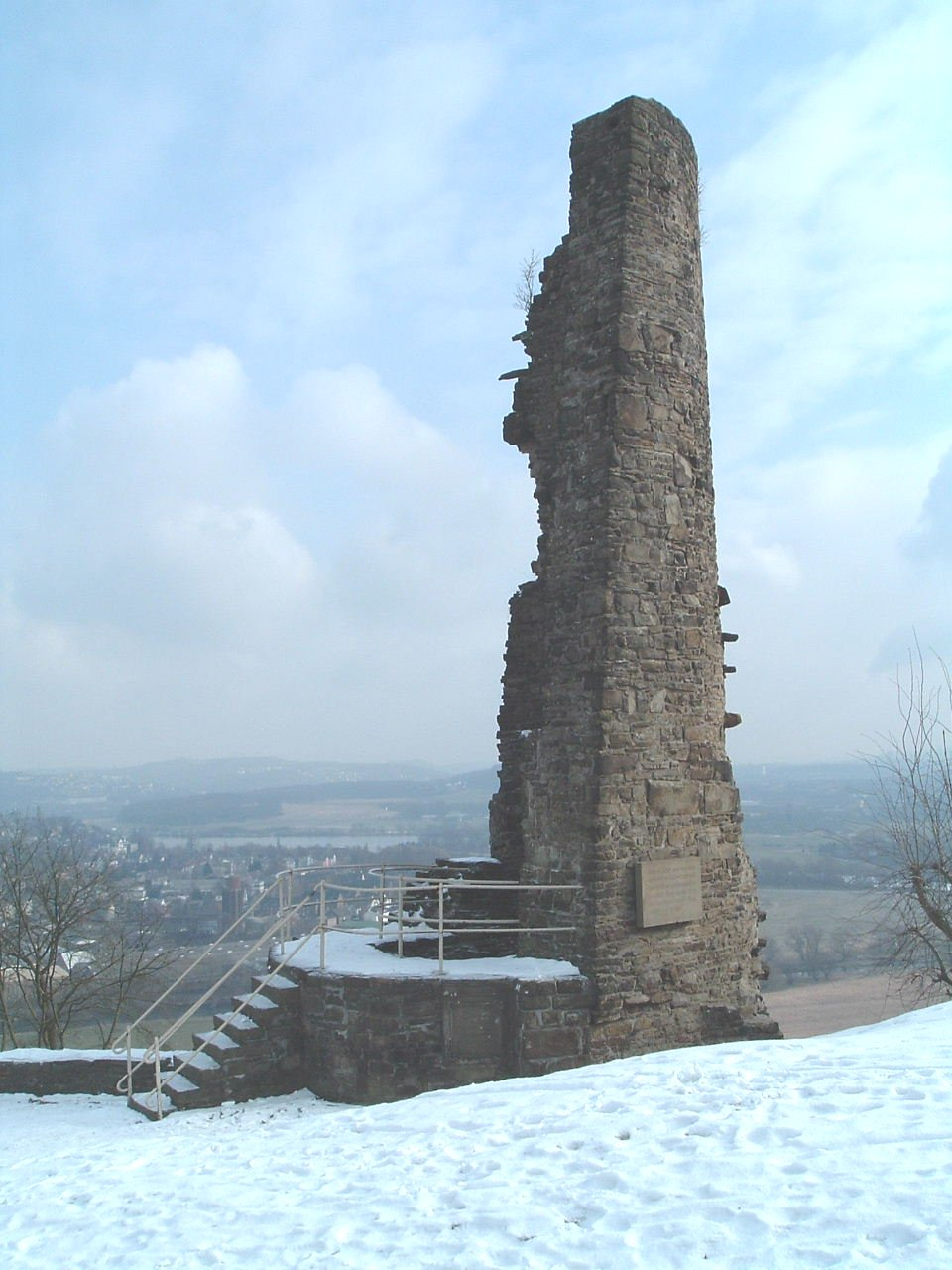
Turmrest eines der ehemals drei Türme der Ruine

### Nach der Schlacht von Worringen 1288
Im Anschluss an die Schlacht von Worringen 1288 wurde die Burg von Graf Eberhard I. von der Mark belagert und teilweise zerstört. Nach einer Aussöhnung wurde sie 1289 wiederhergestellt.
1289 erhielt Eberhard I. vom Kölner Erzbischof Siegfried von Westerburg volles Befestigungsrecht zugestanden und die Anerkennung als Reichsfürst, die auch schon seinem Vater zugesprochen worden war, was die entscheidende Wende im Verhältnis beider Gewalten bedeutete. Er profitierte damit auch am meisten von allen westfälischen Fürsten, gewann unter anderem Gummersbach, Lünen mit allen bischöflichen Rechten, Westhofen, Brackel, Werl, Menden, Isenberg, Volmarstein und Raffenberg, dazu die Vogtei von Essen.
Zu Beginn des 14. Jahrhunderts ereigneten sich langjährige Machtkämpfe mit Münster um einige märkische Grafschaftsrechte. 1314 wurde Gottfried von Sayn der Herr von Burg Volmarstein. Da das Lehen „Volmarstein“ (Volmestein) an der Grenze des Bischhoftums und der Grafschaft Mark lag, wechselten die Besitztümer durch die politischen Machtkämpfe wieder zu Kurköln.
Aufgrund einer Fehde der beiden Kontrahenten wurde die Burg Volmarstein mit der gleichnamigen Freigrafschaft 1324 nach zweimonatiger Belagerung dem Erzbistum Köln abgenommen und zerstört. Die Burgmannschaft soll sich wegen Wassermangels ergeben haben. Es kam zur Gefangennahme des Bischofs bei Methler durch Engelbert II. von der Mark. Nach der Aussöhnung wurde die Burg aber wieder errichtet.

### Beginn des Zerfalls
Im 14. und 15. Jahrhundert scheinen die Grafen von der Mark – später auch Grafen von Kleve und ab 1417 Herzöge von Kleve – die Burg Volmarstein noch zeitweise genutzt zu haben, zuletzt um 1525 Herzog Johann von Kleve-Mark, bevor sie im 15. Jahrhundert langsam verfiel. Johann von Volmestein war der letzte erbberechtigte männliche Vertreter der Herren von Volmestein. Nach seinem Tod (nach 1430) fiel der Rinkeroder und Volmarsteiner Besitz und die Volmarsteinsche Lehnskammer durch Heirat seiner Schwester Agnes (Neyse) mit Goddert von der Recke an die Familie von der Recke.

### Brand und Zerstörung

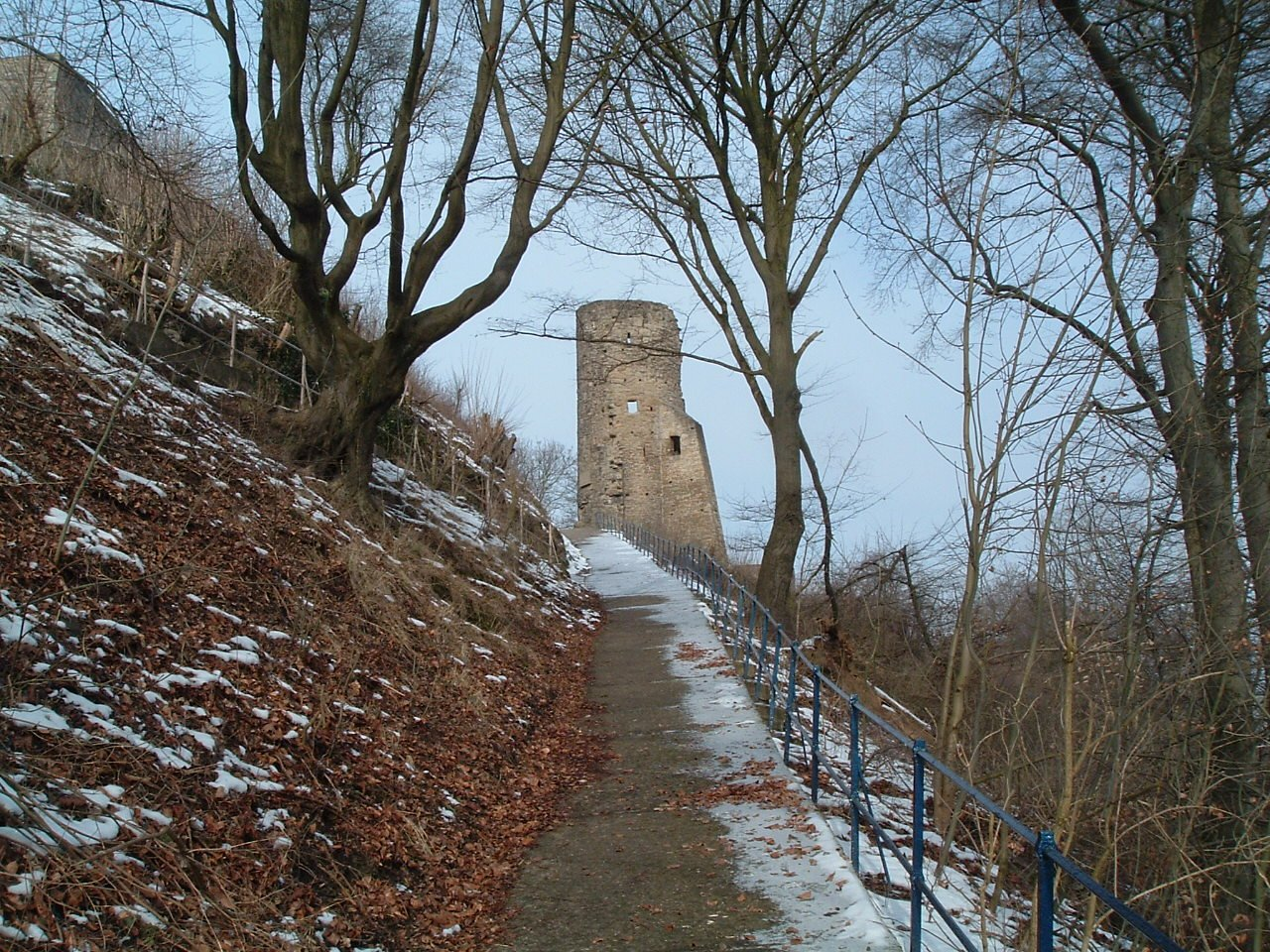
Fußweg zur Burgruine Volmarstein in Wetter (Ruhr)

Durch einen großen Brand wurden das Dorf Volmarstein und die Burg 1754 zerstört. Von der Burg blieben nur noch Trümmer übrig. Die Anwohner nutzten die Steine der Burg zum Wiederaufbau ihrer Häuser.
Zu Beginn des 19. Jahrhunderts war die Ruine offenbar überregional bekannt, sodass der – für seine „Rittertümelei“ bekannte – preußische Dichter Friedrich de la Motte Fouqué ihr ein längeres Gedicht widmete.
1819 ging die Ruine in den Besitz von Graf Philipp von der Recke-Volmarstein über, der in der Zeit von 1822 bis 1854 auf seine Kosten erhebliche Sanierungsarbeiten durchführen ließ. So entstand auch die Mauerstütze an dem zerspaltenen Turm, das Symbol des heutigen Schlossbergs. Am 24. Juni 1830 wurde die Hälfte des Ostturmes durch einen heftigen Orkan zerstört.
Die Herren von der Recke-Volmarstein beanspruchten und behielten ihren Besitz in Volmarstein und die dazugehörige Lehnskammer, die zu den reichsten Westfalens zählte, bis ins 19. Jahrhundert und veräußerten ihren Volmarsteiner Besitz erst im 20. Jahrhundert. Die Burgruine Volmarstein befindet sich bis heute im Eigentum der Grafen von der Recke von Volmerstein.

## Gegenwart

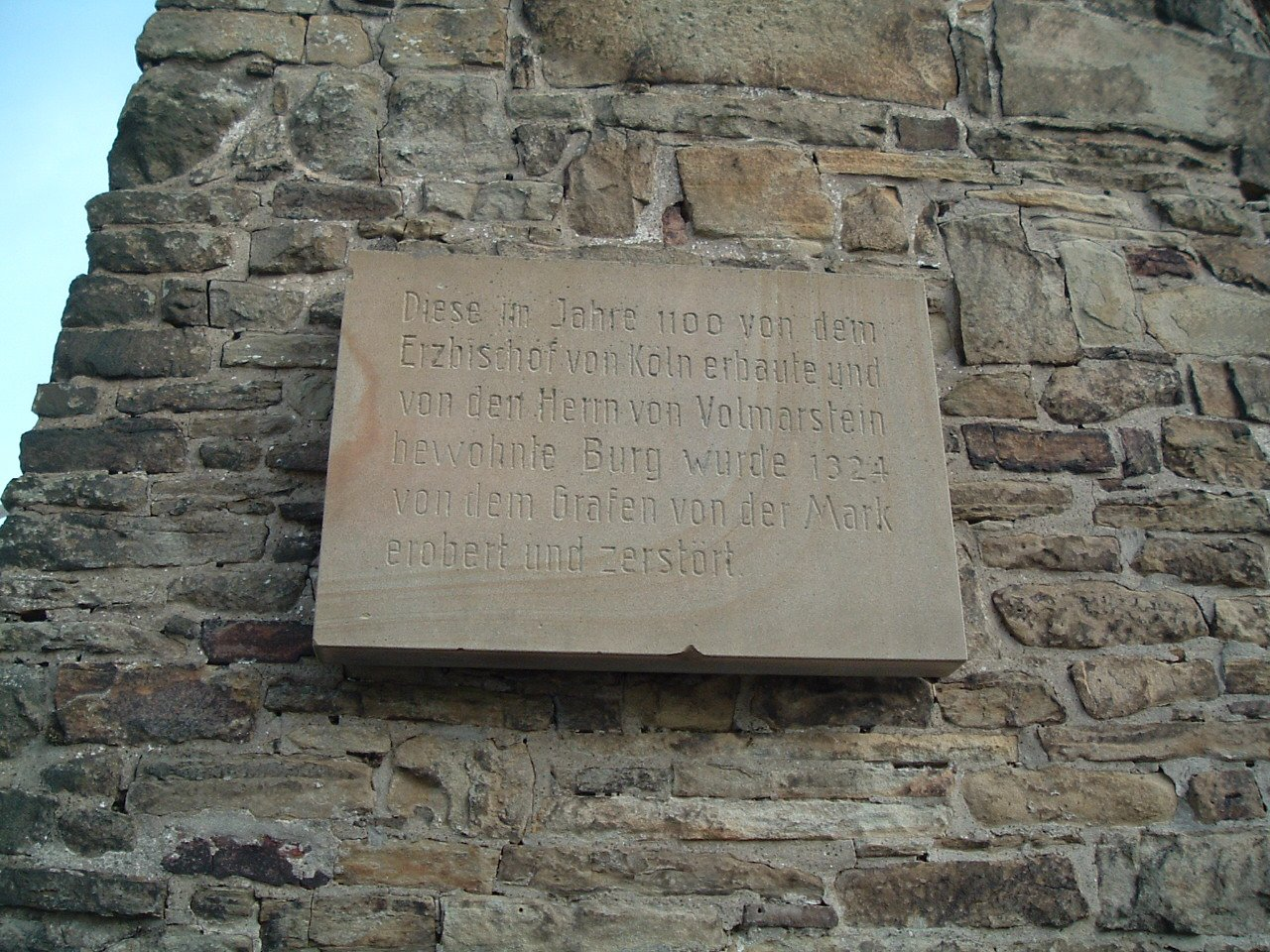
Hinweistafel am Turm der Burg mit zwei geschichtlichen Fakten

Die Ruine ist heute gut begehbar. Alle Wege sind ausgebaut und entsprechend gesichert. Von der Burg aus hat man einen wunderbaren Panoramablick auf die Stadt Wetter und den Ort Volmarstein.
Unterhalb der Burg befindet sich das Burghotel Volmarstein, dessen Parkplatz aber für die Gäste des Hotels reserviert ist. Es empfiehlt sich daher, einen Parkplatz im Ort unten zu suchen, der Fußweg zur Burg hinauf ist nicht sehr weit. Der Parkplatz „Nettmanscher Hof“ befindet sich gegenüber der Kirche.
Eine steinerne Hinweistafel am einzigen noch halb erhaltenen Turm der Ruine weist auf zwei wichtige Daten der Burggeschichte hin. Sie trägt die Inschrift: Diese im Jahr 1100 von dem Erzbischof von Köln erbaute und von den Herrn von Volmarstein bewohnte Burg wurde 1324 von dem Grafen von der Mark erobert und zerstört.
Eine weitere am Turm angebrachte Hinweistafel enthält die Aufschrift: Burg Volmarstein. Erbaut 1100 durch den Erzbischof Friedrich v. Köln und als Lehen an die Herren v. Volmerstein vergeben. 1324 nach 2-monatiger Belagerung durch die Grafen v. der Mark erobert und zerstört. Burgberg 1817 durch König Friedrich Wilhelm III. den Grafen v. der Recke v. Volmerstein zurückgegeben, denen er heute noch gehört.
Eine dritte Hinweistafel erinnert an den Nachkommen der Familie Volmarstein, der im Deutsch-Französischen Krieg 1870 gefallen ist. Die Inschrift lautet: Von den Nachkommen des auf dieser Burg einst blühenden Geschlechts fiel ruhmvoll am 18. August 1870 bei St. Privat der Graf Siegfried von der Recke-Volmarstein. Pr. Lieutnant im 3. Garde-Gren.-Reg. Königin Elisabeth.
Die Burgruine ist das Wahrzeichen der ehemals selbständigen Gemeinde Volmarstein sowie des Unternehmens Burg-Wächter.
Jährlich finden im Sommer einige Veranstaltungen wie „Irish-Folk-Festival“ und „Rock auf der Burg“ statt.

## Lage
- Anschrift: Kramerweg, Wetter-Volmarstein
- ÖPNV: Wetter, Haltestelle „Hauptstraße“ oder „Volmarstein Dorfplatz“